# Liste der Kulturdenkmale in Krieschendorf
Die Liste der Kulturdenkmale in Krieschendorf umfasst die Kulturdenkmale der Dresdner Gemarkung Krieschendorf. Grundlage bildet das vom Landesamt für Denkmalpflege Sachsen verfasste und beständig aktualisierte Denkmalverzeichnis. Straßen und Plätze in der Gemarkung Krieschendorf sind in der Liste der Straßen und Plätze in Krieschendorf aufgeführt.

## Legende
- Bild: Bild des Kulturdenkmals, ggf. zusätzlich mit einem Link zu weiteren Fotos des Kulturdenkmals im Medienarchiv Wikimedia Commons. Wenn man auf das Kamerasymbol klickt, können Fotos zu Kulturdenkmalen aus dieser Liste hochgeladen werden:
- Bezeichnung: Denkmalgeschützte Objekte und ggf. Bauwerksname des Kulturdenkmals
- Lage: Straßenname und Hausnummer oder Flurstücknummer des Kulturdenkmals. Die Grundsortierung der Liste erfolgt nach dieser Adresse. Der Link (Karte) führt zu verschiedenen Kartendiensten mit der Position des Kulturdenkmals. Fehlt dieser Link, wurden die Koordinaten noch nicht eingetragen. Sind diese bekannt, können sie über ein Tool mit einer Kartenansicht einfach nachgetragen werden. In dieser Kartenansicht sind Kulturdenkmale ohne Koordinaten mit einem roten bzw. orangen Marker dargestellt und können durch Verschieben auf die richtige Position in der Karte mit Koordinaten versehen werden. Kulturdenkmale ohne Bild sind an einem blauen bzw. roten Marker erkennbar.
- Datierung: Baubeginn, Fertigstellung, Datum der Erstnennung oder grobe zeitliche Einordnung entsprechend des Eintrags in der sächsischen Denkmaldatenbank
- Beschreibung: Kurzcharakteristik des Kulturdenkmals entsprechend des Eintrags in der sächsischen Denkmaldatenbank, ggf. ergänzt durch die dort nur selten veröffentlichten Erfassungstexte oder zusätzliche Informationen
- ID: Vom Landesamt für Denkmalpflege Sachsen vergebene, das Kulturdenkmal eindeutig identifizierende Objekt-Nummer. Der Link führt zum PDF-Denkmaldokument des Landesamtes für Denkmalpflege Sachsen. Bei ehemaligen Kulturdenkmalen können die Objektnummern unbekannt sein und deshalb fehlen bzw. die Links von aus der Datenbank entfernten Objektnummern ins Leere führen. Ein ggf. vorhandenes Icon  führt zu den Angaben des Kulturdenkmals bei Wikidata.

## Liste der Kulturdenkmale in Krieschendorf
| Bild                                    | Bezeichnung                                                                 | Lage                                   | Datierung                                                          | Beschreibung | ID       |
| --------------------------------------- | --------------------------------------------------------------------------- | -------------------------------------- | ------------------------------------------------------------------ | --- | -------- |
|                                         | Wohnhaus, Terrasse und Einfriedung                                          | Am Hausberg 3 (Karte)                  | 1904 (Wohnhaus)                                                    | landhausartiges Gebäude, weitgehend ursprünglich erhaltenes Beispiel der bereits versachlichten Architektur aus dem Anfang des 20. Jahrhunderts, Zeugniswert für diese Epoche der Baugeschichte unterstrichen durch originales Interieur wie aufwendige Schiebetüren, Vertäfelung, Füllungstüren, außerdem als Aufenthaltsort der Künstler Paula Modersohn-Becker (1876–1907) und Otto Modersohn (1865–1943) personengeschichtlich bedeutend | 09283487 |
|                                         | Wohnstallhaus und Scheune eines Zweiseithofes                               | Am Pillnitzberg 2 (Karte)              | 1. Hälfte 19. Jh. (Wohnstallhaus), 1. Hälfte 19. Jh. (Zweiseithof) | parallel angeordnete Fachwerkgebäude mit Satteldächern, Hof als Zeugnis ländlicher Architektur und Volksbauweise vor allem baugeschichtlich von Bedeutung | 09283649 |
|                                         | Wegestein                                                                   | Krieschendorfer Straße 2 (bei) (Karte) | 2. Hälfte 19. Jh. (Wegestein)                                      | Sandsteinstele mit vertieften Inschriftfeldern (Inschriften: Schönfeld, Reitzendorf, Pillnitz und Schullwitz sowie Pillnitz und Rockau einschl. Richtungsweiser), ortsgeschichtlich und verkehrsgeschichtlich von Bedeutung | 09304538 |
|                                         | Wohnstallhaus, Scheune und Wasserstube eines Dreiseithofes                  | Krieschendorfer Straße 3 (Karte)       | Mitte 19. Jh. (Wohnstallhaus)                                      | Wohnstallhaus mit Fachwerkobergeschoss und abgeschleppter Rückseite, Giebel und Obergeschoss Scheune holzverschalt, Hof als Zeugnis ländlicher Architektur und Volksbauweise baugeschichtlich von Bedeutung, als Teil der historisch gewachsenen und erhaltenen Dorfstruktur von Krieschendorf ortsgeschichtlich von Belang | 09283541 |
|                                         | Wohnhaus und Scheune eines Vierseithofes                                    | Krieschendorfer Straße 4 (Karte)       | Mitte 19. Jh. (Wohnstallhaus)                                      | Wohnstallhaus mit Fachwerkobergeschoss, rückwärtigem Anbau und Satteldach, abgewandter Giebel und Obergeschoss Scheune holzverschalt, Hof als Zeugnis ländlicher Architektur und Volksbauweise baugeschichtlich von Bedeutung, als Teil der historisch gewachsenen und erhaltenen Dorfstruktur von Krieschendorf ortsgeschichtlich von Belang                                                                                                | 09283540 |
|                                         | Wohnstallhaus und Wasserstube                                               | Krieschendorfer Straße 6 (Karte)       | Mitte 19. Jh. (Wohnstallhaus)                                      | Wohnstallhaus mit Fachwerkobergeschoss, Satteldach und abgeschlepptem rückwärtigem Anbau, Giebel holzverschalt, Gebäude als Zeugnis ländlicher Architektur und Volksbauweise baugeschichtlich von Bedeutung, als Teil der historisch gewachsenen und erhaltenen Dorfstruktur von Krieschendorf ortsgeschichtlich von Belang | 09283542 |
|                                         | Wohnhaus                                                                    | Krieschendorfer Straße 8 (Karte)       | 1. Hälfte 19. Jh. (Wohnhaus)                                       | kleines ländliches Wohngebäude mit verbrettertem Fachwerkobergeschoss und Satteldach, holzverschalte Giebel, Gebäude als Zeugnis ländlicher Architektur und Volksbauweise baugeschichtlich von Bedeutung, als Teil der historisch gewachsenen und erhaltenen Dorfstruktur von Krieschendorf ortsgeschichtlich von Belang | 09283546 |
|                                         | Wohnstallhaus mit Remisenanbau                                              | Krieschendorfer Straße 13 (Karte)      | bezeichnet 1825 (Wohnstallhaus)                                    | Wohnstallhaus mit Fachwerkobergeschoss, rückwärtigem abgeschlepptem Anbau und Satteldach, Anlage als Zeugnis ländlicher Architektur und Volksbauweise baugeschichtlich von Bedeutung, als Teil der historisch gewachsenen und erhaltenen Dorfstruktur von Krieschendorf ortsgeschichtlich von Belang | 09283545 |
|                                         | Wohnstallhaus mit Seitengebäude und Scheune                                 | Krieschendorfer Straße 15 (Karte)      | 1. Hälfte 19. Jh. (Wohnstallhaus)                                  | Gebäude liegen parallel zueinander, Seitengebäude mit Verbindungsbau zum Wohnstallhaus mit Schleppdach, dahinter freistehende Scheune, Hof als Zeugnis ländlicher Architektur und Volksbauweise baugeschichtlich von Bedeutung, als Teil der historisch gewachsenen und erhaltenen Dorfstruktur von Krieschendorf ortsgeschichtlich von Bedeutung                                                                                            | 09283543 |
|                                         | Scheune                                                                     | Krieschendorfer Straße 18 (Karte)      | Mitte 19. Jh. (Scheune)                                            | Fachwerk | 09283547 |
|                                         | Wohnstallhaus, Seitengebäude, Scheune und Hofeinfahrt eines Dreiseithofes   | Krieschendorfer Straße 19 (Karte)      | bezeichnet 1854 (Wohnstallhaus)                                    | repräsentatives, massives Wohnstallhaus mit Satteldach, zugewandter Giebel mit Drillingsfenster (Palladio-Motiv), Scheune mit feldseitiger Hocheinfahrt, Hof als Zeugnis ländlicher Architektur und Volksbauweise baugeschichtlich von Bedeutung, als Teil der historisch gewachsenen und erhaltenen Dorfstruktur von Krieschendorf ortsgeschichtlich von Belang                                                                             | 09283544 |
|                                         | Wohnstallhaus, Scheune und Hofeinfahrt eines Zweiseithofes sowie Stützmauer | Krieschendorfer Straße 22 (Karte)      | bezeichnet 1880 (Wohnstallhaus)                                    | massive Bauten mit Satteldächern, Hof als Zeugnis ländlicher Architektur und Volksbauweise baugeschichtlich von Bedeutung, als Teil der historisch gewachsenen und erhaltenen Dorfstruktur von Krieschendorf ortsgeschichtlich von Belang | 09283548 |
| Direkt Bild zu diesem Denkmal hochladen | Wasserstube                                                                 | Krieschendorfer Straße 23a (Karte)     | bezeichnet 1773 (Wasserhaus)                                       | Hügel mit vorderer Bruchsteinmauer und Deckplatte, als eines der ältesten und wohl auch letzten Zeugnisse diese Art auf dem Schönfelder Hochland mit Seltenheitswert, auch technikgeschichtlich bedeutend | 09283617 |

## Ehemalige Kulturdenkmale
| Bild | Bezeichnung | Lage                              | Datierung | Beschreibung | ID |
| ---- | ----------- | --------------------------------- | --------- | ------------ | -- |
|      | Wohnhaus    | Krieschendorfer Straße 11 (Karte) |           |              |    |